# Skalité-Serafínov

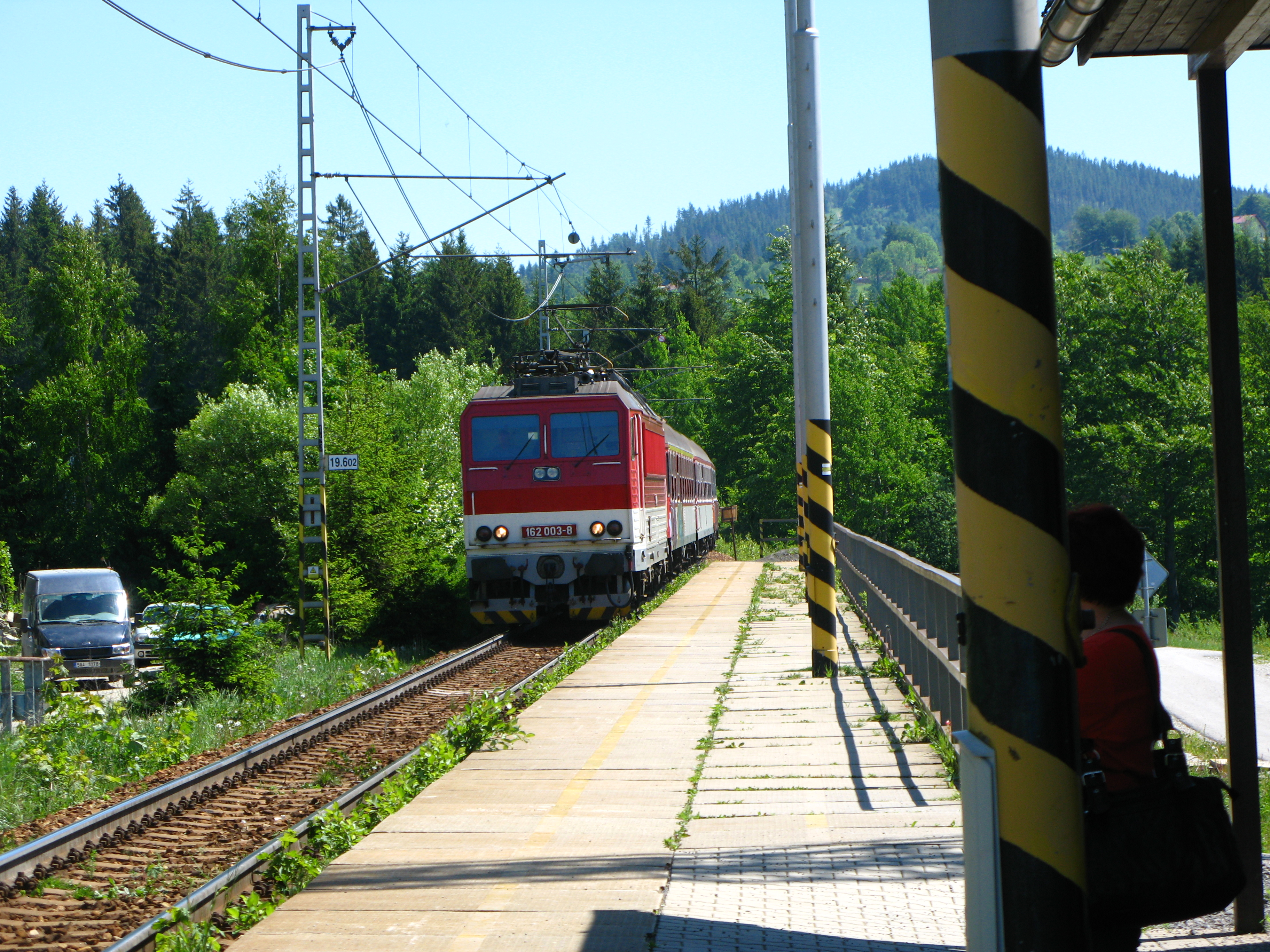
Škoda 98E1 162 003-8 ze Zwardonia wjeżdżający na przystanek

Skalité-Serafínov – przystanek kolejowy w miejscowości Skalité, w kraju żylińskim, na Słowacji.